# La carrera hacia el poder
La carrera hacia el poder (título original en inglés, First Among Equals) es una novela política, escrita por el autor británico Jeffrey Archer y publicada en 1984. La trama de la misma gira en torno a cuatro políticos ficticios que aspiran a convertirse en Primer ministro del Reino Unido. La novela, que narra sus carreras y vidas personales entre 1964 y 1991, está influida por la carrera política temprana de Archer en la Cámara de los Comunes. La historia mezcla personajes ficticios con figuras políticas reales, tales como Winston Churchill, Alec Douglas-Home, Harold Wilson, Edward Heath, Margaret Thatcher, Douglas Hurd, Muammar al-Gaddafi, Gary Hart y la reina Isabel II.
El título de la obra en inglés se trata de una traducción literal del término latino Primus inter pares, que en español significa literalmente 'el primero entre iguales'; es usado para referirse al miembro más antiguo de un grupo de iguales. La relación con la historia radica en el estatus constitucional oficial del primer ministro británico dentro del Gabinete.

## Personajes
- Charles Gurney Seymour (Charles Gurney Hampton en la versión estadounidense): proveniente de una familia de la aristocracia, al ser el segundo hijo del conde de Bridgewater; debido a que no hereda el título, se dedica a la actividad bancaria. Tras escuchar un discurso de Winston Churchill en la Universidad de Oxford, decide que hará todo lo posible para ser primer ministro. Es Miembro de la Cámara de los Comunes por el Partido Conservador, representando al distrito ficticio de Sussex Downs.
- Simon Kerslake: proveniente de una familia de clase media y con una fuerte ambición desde muy joven, es un miembro Conservador de la Cámara de los Comunes por Central Coventry en un principio, y luego por Pucklebridge. Su principal rival es Charles.
- Raymond Gould: perteneciente al Partido Laborista, es un intelectual de origen humilde, que se formó gracias a becas. Es miembro de la Cámara de los Comunes por el distrito de North Leeds.
- Andrew Fraser: diputado por el distrito Edinburgh Carlton en la Cámara de los Comunes, es un escocés laborista, hijo de un exjugador de rugby que se convirtió en político conservador. A lo largo de su carrera atraviesa diferentes tragedias personales.

## Diferencias entre versiones
Para la versión estadounidense y en español, la novela fue reescrita a fin de eliminar el personaje de Andrew Fraser, el cual abandona el Partido Laborista para unirse al Partido Socialdemócrata —formado por laboristas disidentes—. Como resultado, varios elementos de la trama que giraban en torno a Fraser se transfirieron a otros personajes, en particular a Simon Kerslake. Asimismo, el final de la obra —quien se convierte en primer ministro, y la forma en la que sucede— fue modificado, puesto que Archer consideraba que el público estadounidense desearía que otro personaje se convirtiera en Jefe de Gobierno.

## Adaptación televisiva
First Among Equals fue adaptada a una serie de 10 episodios por Granada Televisión y emitida por ITV en 1986.